# Birgit Grundmann

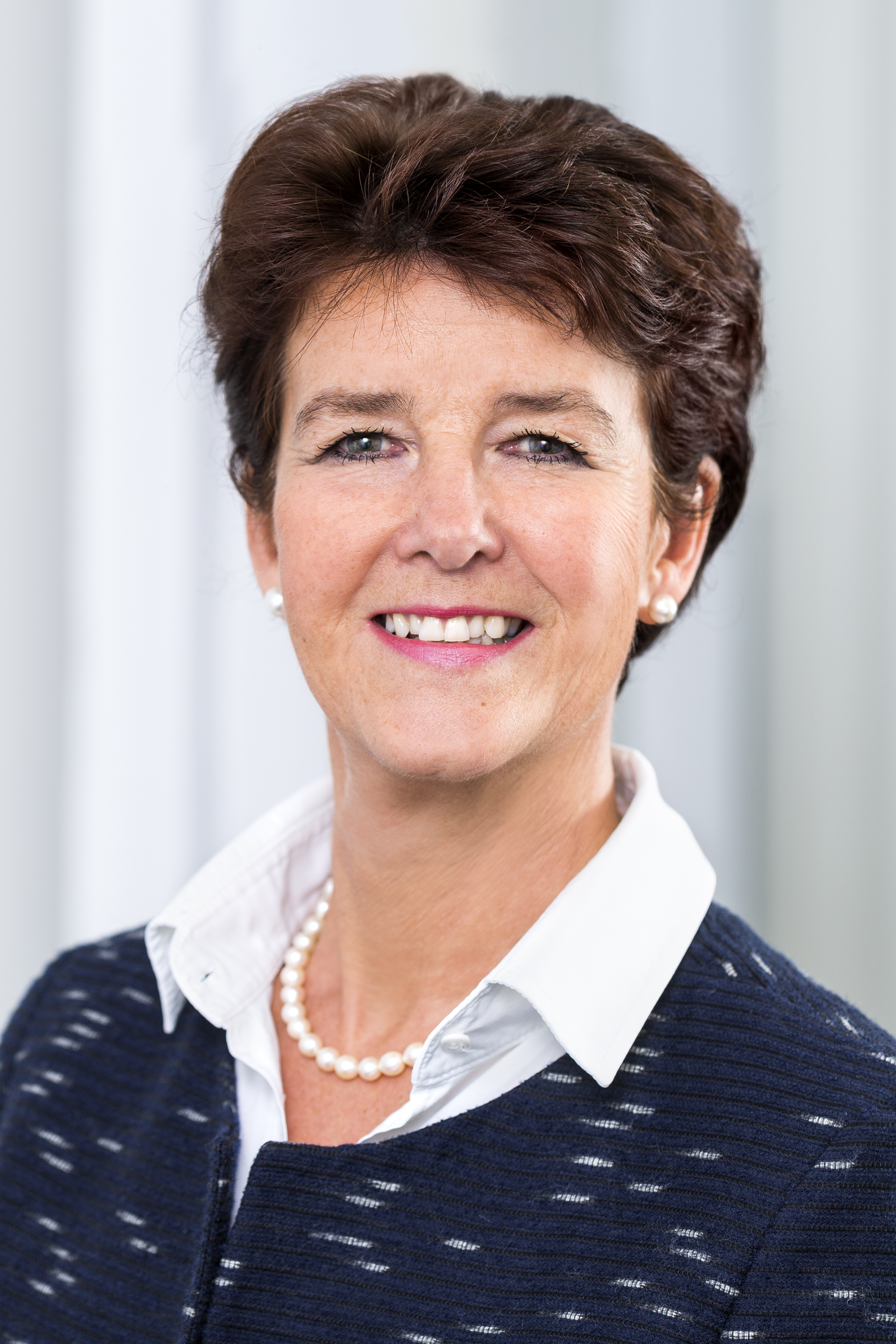
Birgit Grundmann (2016)

Birgit Grundmann (* 15. Juli 1959 in Wuppertal) ist eine deutsche Juristin. Sie war von 2009 bis 2014 beamtete Staatssekretärin des Bundesministeriums der Justiz.

## Leben
Birgit Grundmann studierte Rechtswissenschaften und Politische Wissenschaften an der Universität Hamburg. Von 1985 bis 1988 war sie wissenschaftliche Mitarbeiterin bei Ernst-Joachim Mestmäcker am Max-Planck-Institut für ausländisches und internationales Privatrecht in Hamburg. Sie wurde bei ihm promoviert mit einer kartell- und medienrechtlichen Arbeit („Die öffentlich-rechtlichen Rundfunkanstalten im Wettbewerb“, Nomos Verlag). Publiziert hat sie außerdem zu Reformen im Bereich des Mietrechts, des Schuldrechtsanpassungsgesetzes, des Unterhaltsrechts sowie zu Schuldrechtsmodernisierung und Rechtstransfer in Japan.
Ihre berufliche Karriere begann Grundmann 1989 als Rechtsanwältin in Hamburg (Rechtsanwälte Fischötter, Micheli und Partner – heute CMS) und London (Field Fisher Waterhouse) mit den Schwerpunkten Gewerblicher Rechtsschutz, Kartell- und Wettbewerbsrecht.
1993 wechselte sie in das Bundesministerium der Justiz und war dort zunächst in den Referaten Urheber- und Verlagsrecht, Kabinett- und Parlamentsangelegenheiten sowie als persönliche Referentin des beamteten Staatssekretärs tätig. 1998 wurde sie Referatsleiterin in der Zivilrechtsabteilung mit der Federführung für die Reformen des Mietrechts, des Schuldrechtsanpassungsgesetzes und des Unterhaltsrechts. 2005 übernahm sie die Leitung der für das Familien- und Erbrecht sowie die zivilrechtliche Zusammenarbeit in Europa zuständigen Unterabteilung. Während der deutschen EU-Präsidentschaft hatte sie den Vorsitz einer Ratsarbeitsgruppe zum internationalen Privatrecht inne. 2009 wurde sie – als erste Frau – zur beamteten Staatssekretärin und Amtschefin des Bundesministeriums der Justiz ernannt.
2014 erfolgte ihre Versetzung in den einstweiligen Ruhestand aufgrund eines Regierungswechsels. Im Anschluss wechselte sie nach einer Übergangszeit in die Wirtschaft und war bis Ende 2015 Vorstandsbevollmächtigte der Allianz Deutschland AG. 2016 kehrte sie in die Anwaltschaft zurück und ist seitdem Partnerin der Rechtsanwaltskanzlei BERBURG Rechtsanwälte (Berlin, Lüneburg). Daneben berät sie Transformationsländer im Auftrag der Europäischen Union, der GIZ und der Stiftung für Internationale Rechtliche Zusammenarbeit in den Bereichen Reformgesetzgebung und Gesetzgebungsverfahren, Aufbau rechtsstaatlicher Strukturen, Justizreform, Korruptionsbekämpfung und Good Governance (u. a. Äthiopien, Albanien, Moldau, Aserbaidschan, Irak). Seit Anfang 2021 leitet sie außerdem als „Beauftragte für die Zukunftskonferenz Justiz“ ein Reformprojekt des Landes Brandenburg zur Stärkung der Zukunftsfähigkeit, Leistungsstärke und Bürgernähe der Brandenburger Justiz und zur Erhöhung ihrer Attraktivität als Arbeitgeber.
Seit 2018 ist sie Mitglied des Gemeinsamen Juristischen Prüfungsamtes der Länder Berlin und Brandenburg und nimmt Prüfungen im Ersten und Zweiten Juristischen Staatsexamen ab.
Sie ist verheiratet und hat zwei Söhne.

## Mitgliedschaften
- Stiftung für Internationale und Rechtliche Zusammenarbeit - IRZ-Stiftung (Mitglied des Kuratoriums)
- Deutsch-Japanische Juristenvereinigung (Mitglied des Kuratoriums)
- Verein der Freunde des Max-Planck-Instituts für ausländisches und internationales Privatrecht
- Mitglied im Expertenpool „Governance Fonds“ der Deutschen Gesellschaft für Internationale Zusammenarbeit (GIZ)
- Gesellschaft zum Studium Strukturpolitischer Fragen – Strukturgesellschaft
- BerlinForum der Stiftung Zukunft Berlin[6]